# Alva Svennbeck
Alva Tusanne Svennbeck, född den 11 oktober 2000, är en svensk gymnast och trefaldig svensk mästarinna i rytmisk gymnastik.

## Biografi
Svennbeck hör till gymnastikföreningen GF Uppsalaflickorna i Uppsala. Den huvudgren inom gymnastiken hon tävlar i är rytmisk gymnastik. I den disciplinen har hon tre SM-guld från 2019, 2021 respektive 2022 års Svenska mästerskap i gymnastik.
Svennbeck har därtill som medlem i gymnastiklandslaget representerat Sverige de nordiska mästerskapen (NM), i europamästerskapet (EM) och världsmästerskapet (VM). Detta dock utan pallplacering.
Uppsala kommun tilldelade Svennbeck 2021 års elitidrottsstipendium om 40 000 kronor.